# Giovanni Battista Falconi
Giovanni Battista Falconi (pol. Jan Chrzciciel Falconi; ur. ok. 1600 w pobliżu Mediolanu, zm. 1660) – włoski sztukator barokowy działający pod wpływem szkoły rzymskiej w Krakowie w pierwszej połowie XVII wieku.
Około 1630–1658  działał w Polsce, tworząc wczesnobarokowe dekoracje stiukowe w wielu kościołach w Małopolsce i na Lubelszczyźnie.
Autor stiuków:
- w kaplicy pw. św. Franciszka Ksawerego w kościele śś. Piotra i Pawła w Krakowie (przed 1649),
- w kościele parafialnym w Klimontowie (ok. 1647),
- w Kaplicy Oświęcimów przy kościele Franciszkanów w Krośnie (1647-1648),
- w kościele Dominikanów pw. św. bp. Stanisława w Lublinie (1654-1658),
- w kaplicy w zamku w Podhorcach (ok. 1644),
- w kaplicy Cetnerów przy kościele Dominikanów w Podkamieniu (ok, 1644),
- w kościele Św. Krzyża w Rzeszowie (przed 1649),
- w baszcie wschodniej zamku w Baranowie Sandomierskim (lata 40. XVII w.).

Pracował na zlecenie dworu królewskiego, a jego mecenasem był Stanisław Lubomirski oraz kanclerz Jerzy Ossoliński.
W starszej literaturze przypisywano mu również autorstwo stiuków: w kaplicy Wazów Katedry na Wawelu w Krakowie (ok. 1666), w kaplicy św. Sebastiana kościoła Kamedułów na Bielanach w Krakowie (ok. 1633) oraz w kaplicy Przemienienia Pańskiego w kolegiacie w Zamościu (ok. 1634). Obecnie uznaje się je za dzieła innych, jak dotąd anonimowych sztukatorów.
Szczególnie bliskie twórczości Falconiego są dekoracje autorstwa anonimowego Mistrza Kaplicy Czarneckiego przy kościele śś. Piotra i Pawła w Krakowie, który był zapewne jego współpracownikiem. Poza Krakowem warsztat Mistrza Kaplicy Czarneckiego wykonał m.in.: dekoracje sklepienia gabinetu w baszcie północno-zachodniej zamku w Łańcucie oraz sztukaterie sklepienne w baszcie zachodniej zamku Lubomirskich w Nowym Wiśniczu.